# Wild wood (single)
Wild wood is een single uit 1993 van Paul Weller. Het was de eerste single afkomstig van zijn tweede studioalbum Wild Wood. De strijd van de eenling, die zijn eigen weg moet vinden, tegenover/in een dolgedraaide wereld.

## Hitnotering
In het Verenigd Koninkrijk was het de vijfde notering voor werk van Weller en zijn tot dan toe grootste hit. Het stond drie weken genoteerd in de UK Singles Chart met als hoogste positie plaats veertien. In 1999 kwam de single nog even terug in die hitparade. Het plaatje deed er zeven jaar over om de Nederlandse lijsten te halen, maar België bereikte het nooit. In 2000 kwam het nummer in de Nederlandse Top 40 omdat het werd gebruikt in een reclame van het biermerk Brand. In 2007 werd 'Wild wood door zangeres Gabrielle gesampled op haar single Why, met medewerking van Weller zelf.

### Nederlandse Top 40
| Positie: | 38 | 38 | uit |

### NederlandseSingle Top 100
In 1993 stond Wild wood drie weken in de bijbehorende tipparade zonder door te breken.
| Hitnotering: 29-4-2000 t/m 16-6-2000 | Hitnotering: 29-4-2000 t/m 16-6-2000 | Hitnotering: 29-4-2000 t/m 16-6-2000 | Hitnotering: 29-4-2000 t/m 16-6-2000 | Hitnotering: 29-4-2000 t/m 16-6-2000 | Hitnotering: 29-4-2000 t/m 16-6-2000 | Hitnotering: 29-4-2000 t/m 16-6-2000 | Hitnotering: 29-4-2000 t/m 16-6-2000 | Hitnotering: 29-4-2000 t/m 16-6-2000 |
| Week:                                | 1                                    | 2                                    | 3                                    | 4                                    | 5                                    | 6                                    | 7                                    |                                      |
| ------------------------------------ | ------------------------------------ | ------------------------------------ | ------------------------------------ | ------------------------------------ | ------------------------------------ | ------------------------------------ | ------------------------------------ | ------------------------------------ |
| Positie:                             | 69                                   | 36                                   | 51                                   | 56                                   | 35                                   | 47                                   | 77                                   | uit                                  |

### NPO Radio 2 Top 2000
| Nummer met noteringen in de NPO Radio 2 Top 2000 | '14  | '15  |
| ------------------------------------------------ | ---- | ---- |
| Wild Wood                                        | 1783 | 1947 |

1. ↑  Een vetgedrukt getal geeft de hoogste notering aan.
2. ↑  2014 was het eerste jaar met een notering voor dit nummer.
3. ↑  Deze tabel is bijgewerkt tot en met de laatste editie (2024).